# Complexo do Museu Nacional de Arte e Cultura do Arsenal de Mystetskyi

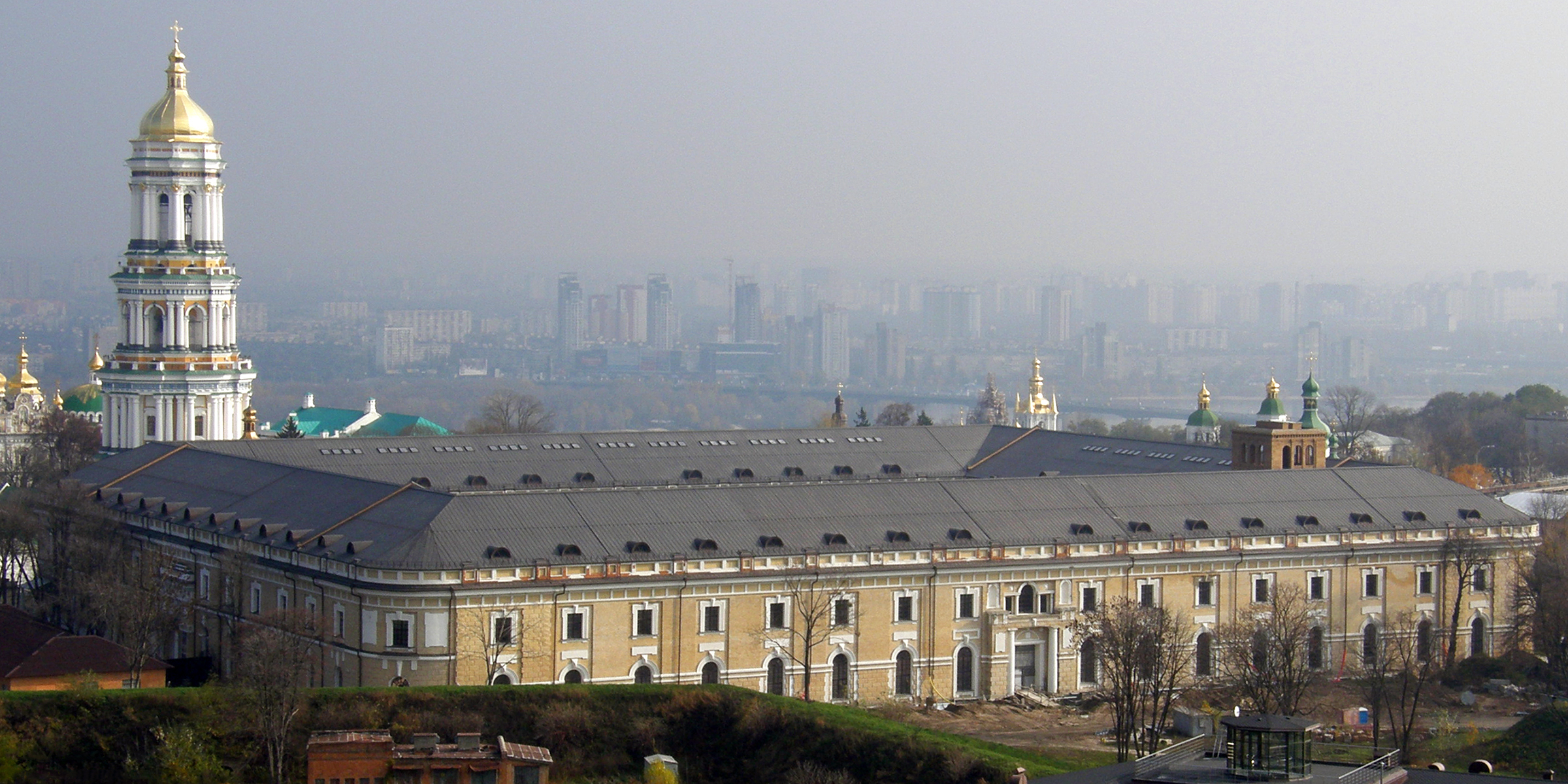
Vista geral do Arsenal Mystetskyi com o Mosteiro Lavra visível ao fundo

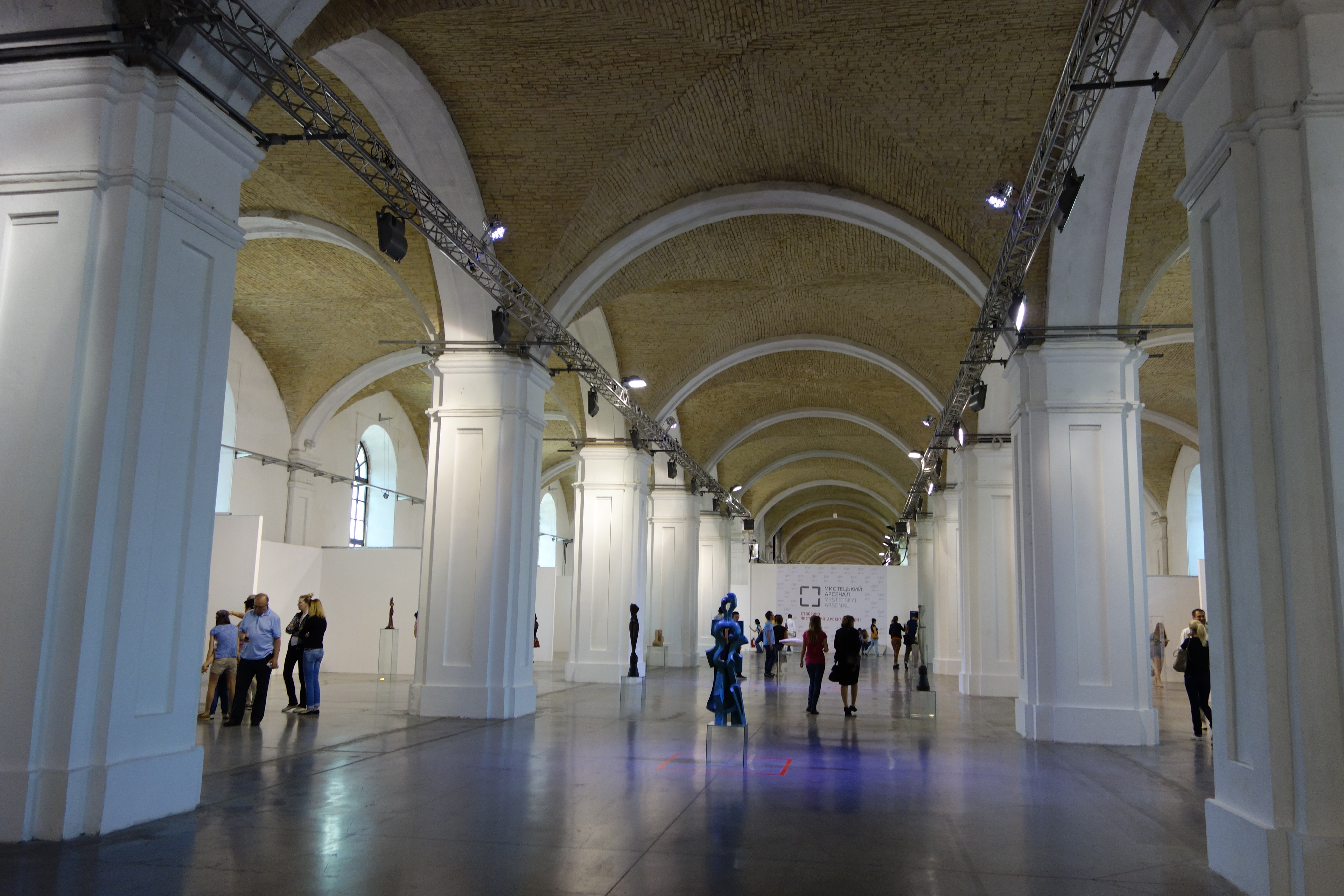
Uma das galerias do Arsenal Mystetskyi após as primeiras obras de renovação

O Complexo do Museu Nacional de Arte e Cultura do Arsenal de Mystetskyi, também conhecido como Arsenal de Mystetskyi (em ucraniano:  Мистецький арсенал, traduzido como «Arsenal de Arte») - é a principal instituição cultural pública da Ucrânia, museu e complexo de exposições de arte localizado na Rua Lavrska, 10–12, em Kiev, na Ucrânia. A área total de exposição do seu local histórico é de 60.000 m ², uma das maiores da Europa. A missão declarada da instituição é modernizar a sociedade ucraniana através da consciencialização sobre as questões sociais, promovendo a comunicação com a comunidade internacional e apresentando artistas locais e internacionais de destaque para o mundo. O complexo foi visitado por 173.550 visitantes em 2018. Acolheu 6 exposições, 2 festivais, 299 visitas guiadas, 52 projetos educativos e 13 grandes produções teatrais no mesmo ano. O local também hospeda a maior feira anual do livro da Ucrânia, com a participação de 50.000 visitantes.